# نریکومی

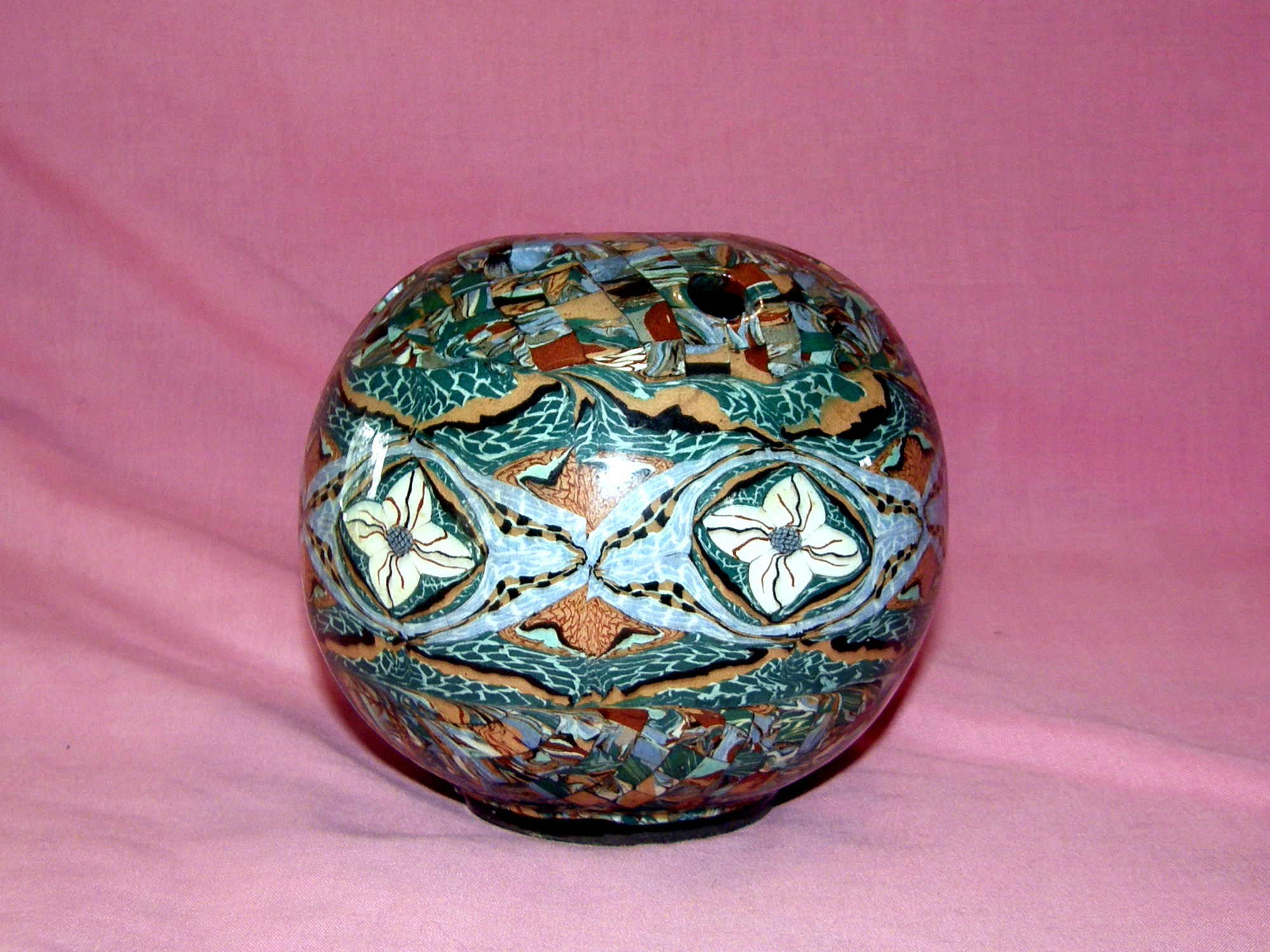
نریکومی

نریکومی (ژاپنی: 練り込み، به معنای "خمیر کردن") تکنیکی هنری برای ساخت سفال ژاپنی در چندین رنگ از خاک رس است. این تکنیک را neriage (練上げ) نیز می نامند، اگرچه این اصطلاح به پرتاب چندین خاک رس رنگی روی چرخ نیز اشاره دارد.

## تاریخ
نریکومی یک اصطلاح ژاپنی معاصر است. تکنیک های سرامیک مرمرسازی که در مصر و چین استفاده میشده و از طریق رومیان تا غرب نیز گسترش یافت. سرامیک های اولیه در شهر استوک-آن-ترنت از بیش از یک رنگ خاک رس برای جلوه های تزئینی استفاده می کنند. در انگلستان از آن به عنوان agateware (ظروف عقیق)یاد می شد . در ژاپن چند قطعه از دوره مومویاما و دوره ادو و همچنین مینگئی وجود دارد که در حدود سال‌های 1978 تا 1995 انفجاری از آن وجود داشت که احتمالاً به دلیل تبلیغات آیدا یوسوکه و ماتسوی کوسی بود که کار خود را به عنوان نریاگه معرفی می کرد .
این اصطلاح در دهه 1970 برای توصیف حس خمیری سفال استفاده میشد . یوسوکه آیدا در یک تبلیغ تلویزیونی برای نسکافه بود و فنجان های قهوه نریکومی او در دسترس اولین افرادی بود که در آن تبلیغ شرکت کردند و به نظر می رسد که تقریباً در آن زمان ،نریکومی وارد واژگان شده است.
این روش در قرن هفتم چین در دودمان تانگ استفاده شده است. حداقل دو نویسه چینی برای توصیف تغییرات این تکنیک (یک سطح، یک ساختار) وجود دارد.

## تکنیک
طراحی به گونه ای ایجاد شده است که از میان یک بلوک طویل سفالی امتداد می یابد، شبیه به عصاهای شیشه کاری شده مورین و یا روش ایتالیایی هزاران گل.
با برش اسلب های نازک بلوک، طرح را می توان تکرار کرد، یا به طور مکرر مونتاژ کرد یا روی یک قطعه بزرگتر اعمال کرد.

## همچنین ببینید
- جنبش هنری
- تکنیک های خلاقیت
- لیست گران ترین نقاشی ها

## لینک های خارجی
- http://www.yusukeaida.co.jp/

الگو:Japanese ceramics